# Krattigen
Krattigen es una comuna suiza del cantón de Berna, situada en el distrito administrativo de Frutigen-Niedersimmental. Limita al norte con el Lago de Thun y las comunas de Sigriswil y Beatenberg, al este con Leissigen, al sur y suroeste con Aeschi bei Spiez, y al oeste con Spiez.
Hasta el 31 de diciembre de 2009 situada en el distrito de Frutigen.